# شهرستان بنتون (میزوری)
شهرستان بنتون، میزوری (به انگلیسی: Benton County, Missouri) یک سکونتگاه مسکونی در ایالات متحده آمریکا است که در میزوری واقع شده‌است.